# Fayuantemplet
Fayuantemplet (法源寺; Fǎyuán Sì) ('Templet för lagarnas källa') eller ursprungligen Minzongtemplet (悯忠寺; Mǐnzhōng Sì) är det äldsta templet i centrala Peking.
Templet grundades ursprungligen 645 under Tangdynastin för att fira de soldater som avlidit under de militära kampanjerna mot det koreanska riket Koguryo. Templet färdigställdes 696 men brann ner 882, och inga av de ursprungliga byggnaderna finns bevarade. Templet återuppbyggdes, men skadades igen vid en jordbävning 1057. Under Mingdynastin och Qingdynastin byggdes templet successivt om. 1733 fick templet dagens namn.
Inne i templet finns en utställning där det bland annat finns staty av Buddha från 672, och buddhistiska böcker från Tangdynastin. 
| Pekings tunnelbana |         |                    |
|                    | Linje 4 | Caishikou (菜市口) |
|                    | Linje 7 | Caishikou (菜市口) |

## Galleri

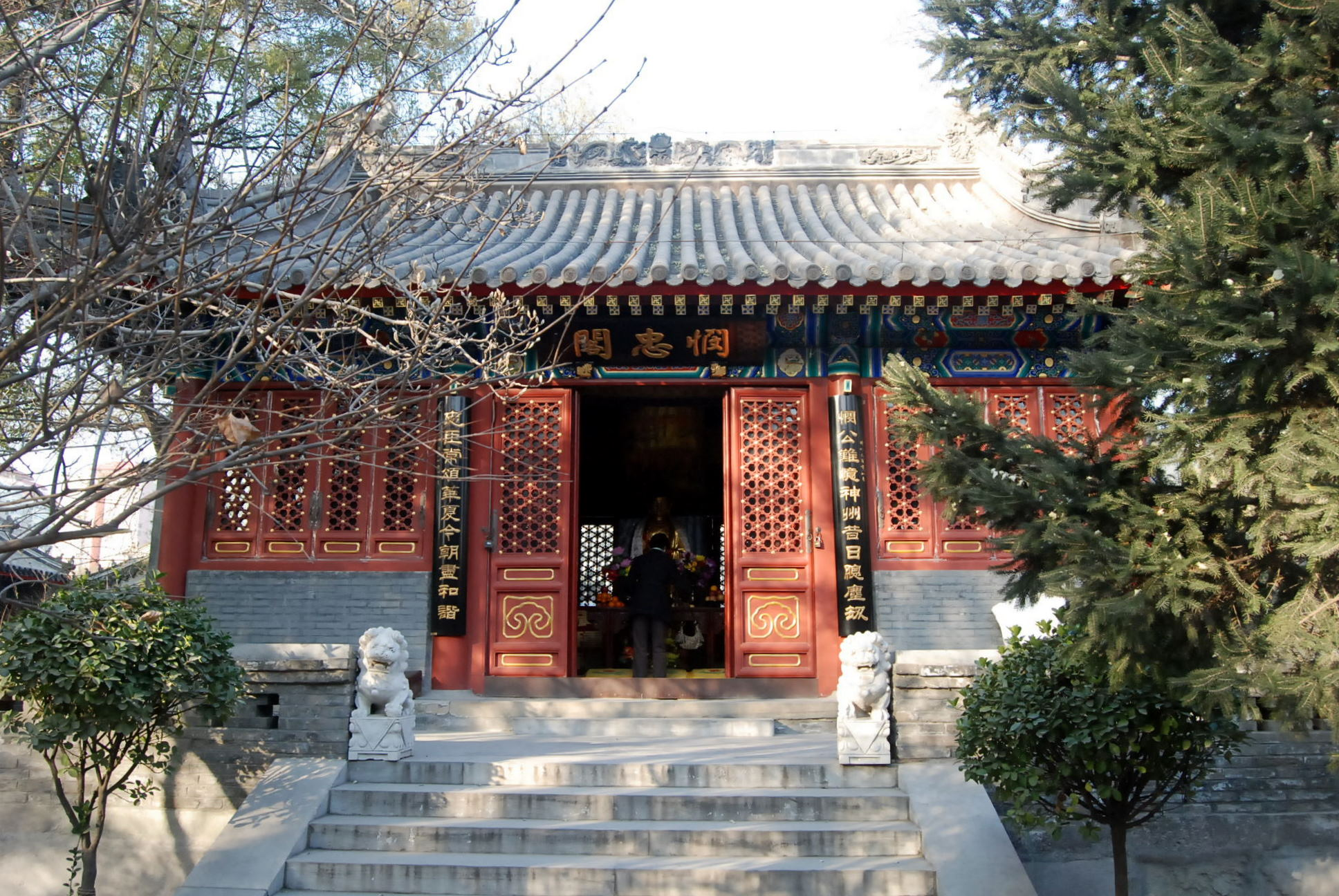
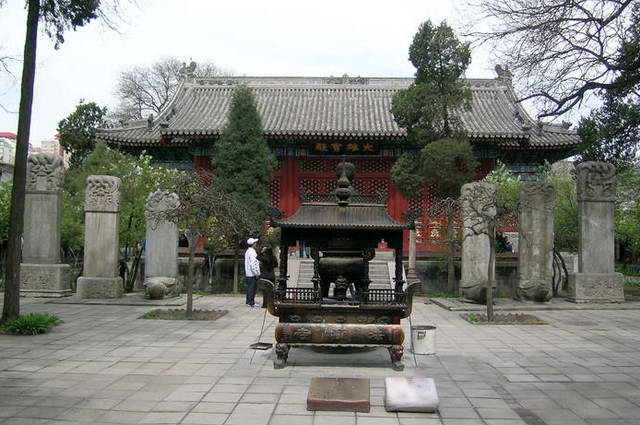
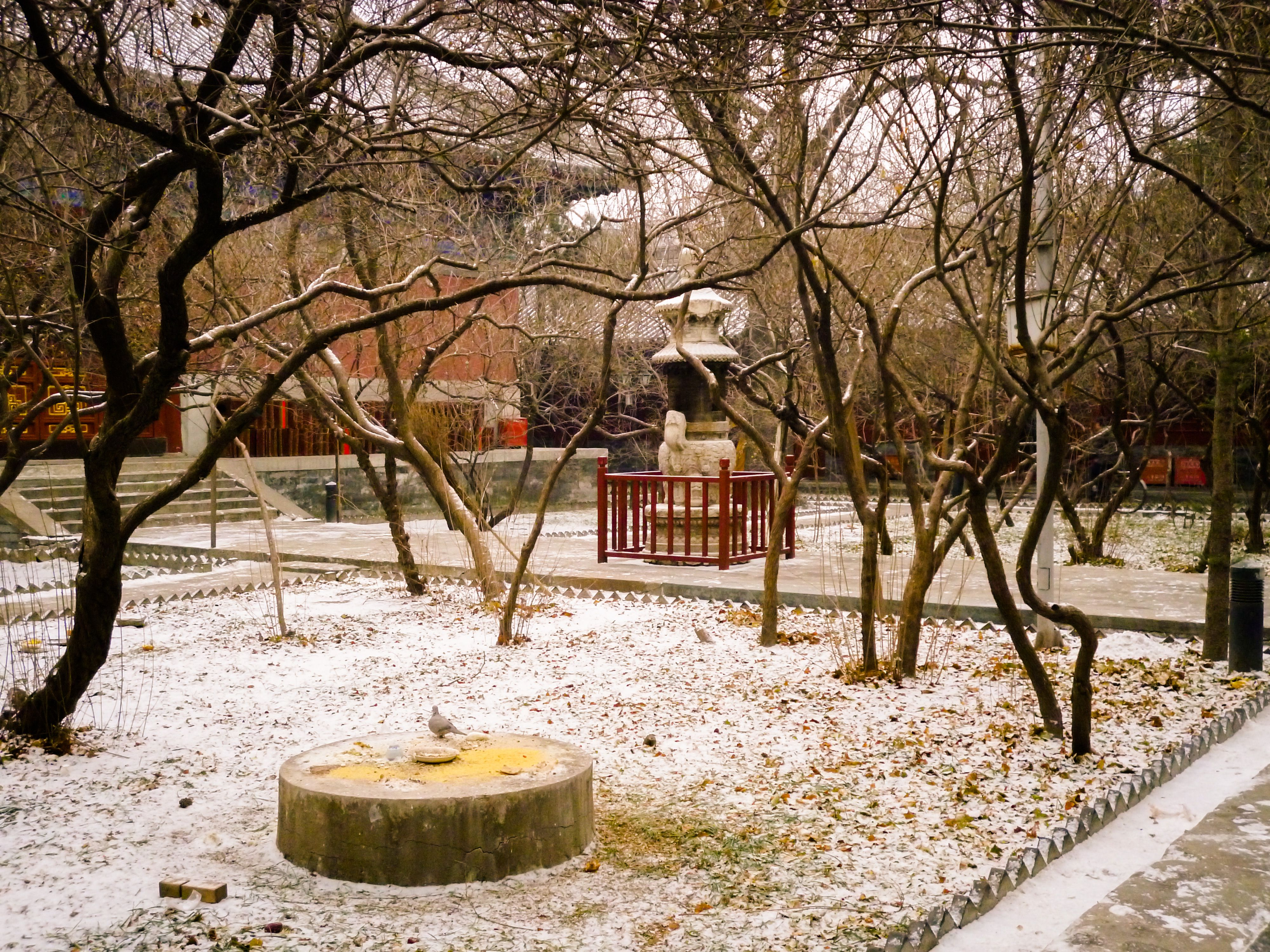
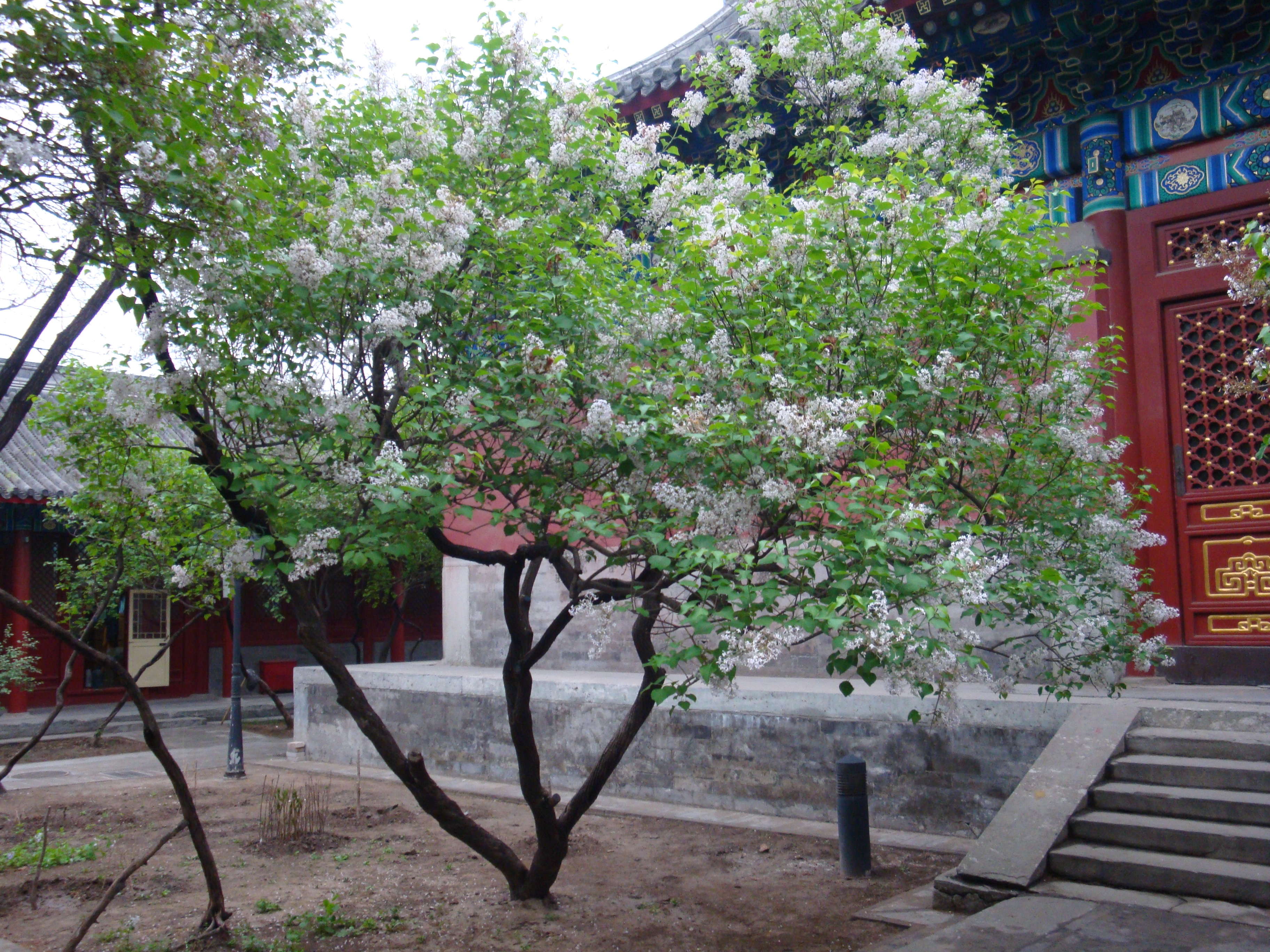